# 伊塔尼亚恩
伊塔尼亚恩是巴西圣保罗州的一个市镇。总面积599.017平方公里，总人口87338人，人口密度145.8人/平方公里。